# Philippe Le Bas

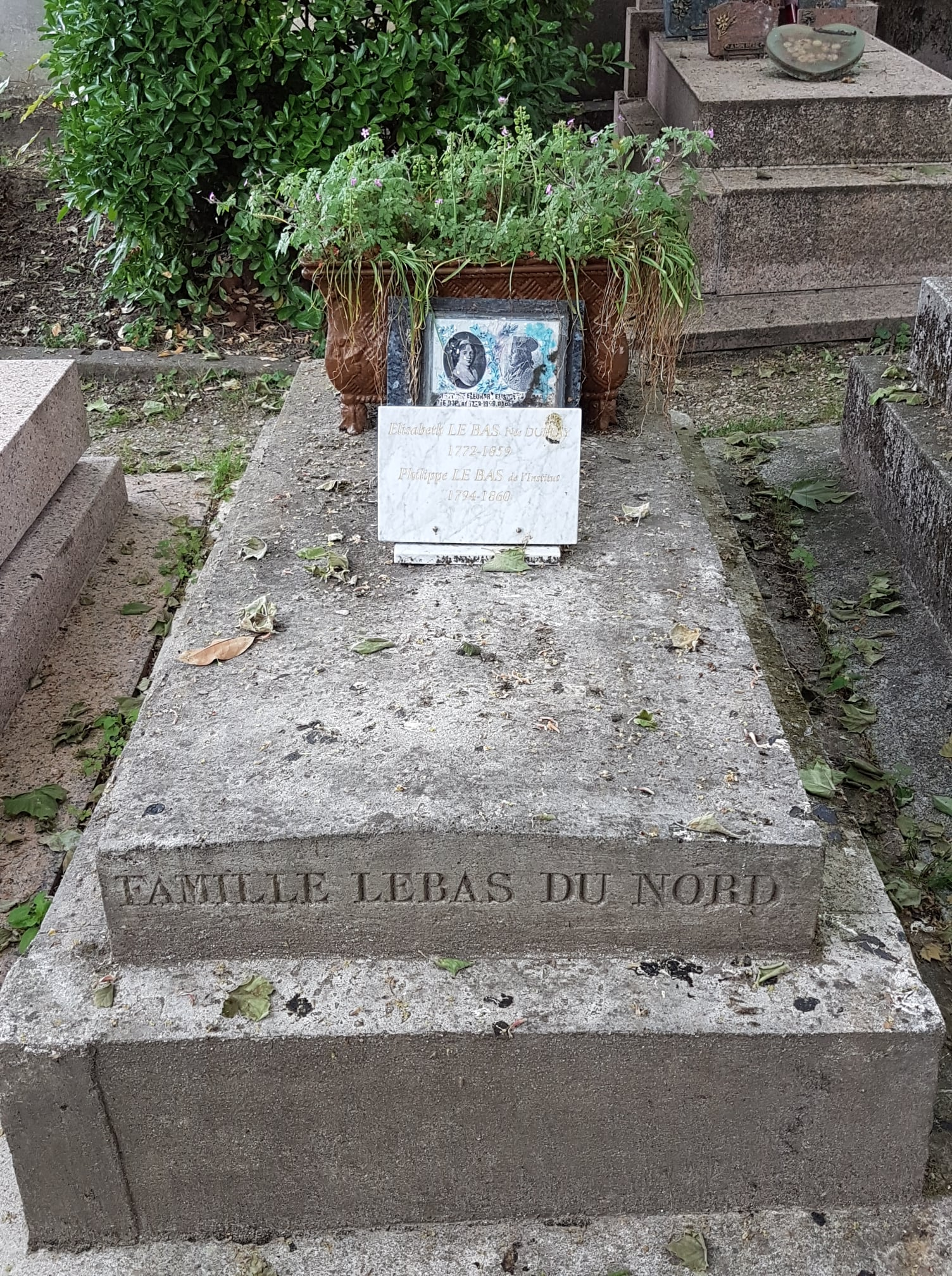
Sepultura de Philippe Le Bas, cementerio Père Lachaise.

Philippe Le Bas (París, 18 de junio de 1794 - íd., 19 de mayo de 1860) fue un helenista, arqueólogo, epigrafista y traductor francés, profesor titular de la École Normale Supérieure, director de la Biblioteca de la Sorbona, miembro de la Academia de Inscripciones y Bellas Letras y presidente del Instituto de Francia, pero más conocido por haber sido el preceptor de Napoleón III.º

## Biografía
Era el hijo único de Philippe Le Bas y Élisabeth Duplay, hija menor de Maurice Duplay, el casero de Maximilien de Robespierre en París. Philippe Le Bas tenía solo seis semanas cuando su padre se suicidó a la caída de Robespierre, el 9 de thermidor. Encarcelado con su madre, fue liberado cinco meses más tarde.
Se crio adorando los ideales republicanos de su padre, de Robespierre y de Saint-Just, y fue a los doce años al collège de Juilly, encomendado por su madre al padre Balland, salvado por el progenitor del chico durante el Terror. A los dieciséis (1810) se alistó en la Marina, sirviendo en un par de navíos, y en 1813 se convirtió en sargento de la Guardia Imperial, participando en las campañas de 1813 y 1814. Empleado bajo la Restauración en la oficina de hospicios de la Prefectura del Sena como secretario en jefe y luego como jefe adjunto, Le Bas, que había aprendido griego con Boissonade, fue seleccionado por la exreina de Holanda Hortensia de Beauharnais para convertirse en tutor del futuro Napoleón III.º. Se trasladaron entonces a Augsburgo y en 1823 acompañó a su alumno a Marienbad, donde este tomó las aguas. Luego, a fines de octubre, salieron de Augsburgo para Roma, a donde llegaron a mediados de noviembre. Esta estancia fue interrumpida en la primavera de 1824 por la muerte de Eugène de Beauharnais, y regresaron a Baviera para asistir al funeral. En octubre de 1827 fue brutalmente despedido por Hortensia con el pretexto de ahorrar dinero. De hecho, parece que esta decisión contaron no solo sus diferencias de opinión en cuanto a la educación del muchacho, sino también el pronunciado republicanismo de Le Bas y su austero puritanismo, que terminaron por aburrir a la madre.
Durante esta estancia en Roma como tutor de la familia de la exreina Hortensia, Le Bas se reunió con arqueólogos italianos y alemanes y de vuelta a Francia se licenció y doctoró en la facultad de letras de París (1829) y se convirtió en profesor de historia del Liceo Saint-Louis, puesto que cambió cuatro años más tarde por el de profesor de lengua y literatura griegas en la misma escuela (1834-1860).
Sus conocimientos hicieron que fuera elegido el 17 de noviembre de 1842 por Abel Villemain, entonces Ministro de Instrucción Pública, para dirigir una expedición científica a Grecia y el Asia Menor; realizó excavaciones y volvió a los dos años con una colección de dibujos de monumentos antiguos y copias de inscripciones aún inéditas, restaurando incluso las que estaban mutiladas y registrando en las islas menos exploradas hasta entonces del Egeo todo cuanto había; de esa manera consiguió inscripciones epigráficas no ya inéditas, sino desconocidas.
Ese enorme botín cultural constaba de 450 dibujos y 5000 inscripciones, casi todas en griego, de las cuales al menos 2000 fueron copiadas y selladas en Atenas, y otras 3000 recolectadas en otras partes del mundo griego. Además relató las diversas experiencias vividas durante esta expedición en un trabajo publicado en 1847 y 1848: Viaje arqueológico a Grecia y Asia Menor.
A su regreso Le Bas pasó a trabajar en la biblioteca de la Sorbona (3 de diciembre de 1844) y el 20 de noviembre de 1846 lo nombraron administrador de la misma, cargo que desempeñó hasta 1860.
Bajo la Segunda República fue elegido concejal de París (4 de julio de 1848). Siendo vicepresidente de la Asociación Demócrata de Amigos de la Constitución, se opuso al golpe de Estado del 2 de diciembre de 1851 de Napoleón III; pese a todo, mantuvo buenas relaciones con su antiguo discípulo, rechazando sin embargo todo favor de su parte. Elegido el 9 de febrero de 1838 para la Academia de Inscripciones y Bellas Letras, se convirtió en presidente del Instituto de Francia en 1858. También fue miembro de la Comisión de Obras Históricas y Científicas (1848-1849) y presidió la Sociedad Nacional de Comerciantes de Antigüedades de Francia. Es reconocido además como autor de ediciones y traducciones del griego antiguo, así como del alemán al francés.
Philippe Le Bas se casó con su prima Edmée-Louise-Clémence Duplay. Tuvo dos hijos ilegítimos con Mare-Madelaine-Adèle Grujon: Léon Grujon Le Bas (1834-1907), director del hospital de la Salpêtrière y Caballero de la Legión de Honor, y Clémence-Charlotte-Élizabeth Grujon Le Bas, nacida en 1836.

## Obras principales
- Explication des Inscriptions grecques et latines recueillies en Grèce, par la commission de Morée, in-8° ; Paris, primer cuaderno, 1835 ; segundo, 1837
- Explication de quelques inscriptions latines trouvées par l’armée d’Afrique à Tlemcen ; Paris, 1836, in-8° (extraído del Journal général de l’Instruction publique)
- Commentaire sur Tite-Live ; Paris, 1840
- Restitution et explication des inscriptions grecques et latines de la grotte de la Vipère de Cagliari, avec quelques observations sur les inscriptions latines du même monument ; Paris, 1840
- Historiens occidentaux des Croisades, t. I : Guillaume de Тут, 1844
- Voyage archéologique en Grèce et en Asie Mineure ; Paris, 1847 y ss.
- Mémoire sur une Inscription métrique trouvée, à Athènes vers la fin du siècle dernier, près le temple d’Érechthée, dans les Mémoires de. l’Acad. des Inscript. et Belles-Lettres, t. XXI1I, 2.ª parte
- "Explication d’une Inscription grecque de l’île d’Égine, et Sur deux bas-Reliefs provenant, l’un de Gortyne dans l’ile de Crète, et l’autre d’Athènes", Nouvelles Annales de l’Institut de Correspondance Archéologique de Rome, t. II y t. XVIII
- Fragments inédits de deux romans grecs, Bibliothèque de l’École des Chartes (1841)
- Artículos arqueológicos e históricos en la Revue de l’Instruction publique, Dictionnaire de la Conversation ;
- Aventures de Hysminé et Hysménias, por Eumato, trad. del griego con notas; Collection des Romans grecs : 1828
- Aventures de Drusitla et Chariclès, por Nicetas Eugeniano, trad, del griego con notas y variantes; 1841
- Edición colacionada de 17 manuscritos que se encuentran en Múnich, Milán y Paris, Bibliothèque des Auteurs grecs, Amb.-Firmin Didot, 1856
- Suède et Norvège, l’Univers pittoresque, 1838
- Allemagne, l’Univers pittoresque, 1838, 2 vols.
- États de la Confédération Germanique, l’Univers pittoresque, 1842
- L’Asie Mineure, l’Univers pittoresque.
- Le Bas es uno de los autores del Dictionnaire encyclopédique de l’Histoire de France ; l’Univers pittoresque ; 12 vols. Publicó para uso de sus clases obras históricas con gran éxito: Précis de l’Histoire Ancienne ; 2 vols.
- Précis d’Histoire Romaine ; 2 vols.
- Histoire du Moyen Âge, 2 vols.
- Numerosas ediciones (texto griego y traducción francesa) de historiadores, oradores y poetas trágicos griegos.
- Compuso, en colaboración con Adolphe Régnier, muchas obras para enseñar la lengua alemana que se convirtieron en clásicas, por ejemplo la Grammaire allemande, à l'usage des collèges et des maisons d'éducation, Paris: L. Hachette, 1830.